# Ievhenivka, Snihurivka
Ievhenivka (în ucraineană Євгенівка) este un sat în comuna Vasîlivka din raionul Snihurivka, regiunea Mîkolaiiv, Ucraina.

## Demografie
Componența lingvistică a localității Ievhenivka
     Ucraineană (98,3%)
     Alte limbi (1,03%)
Conform recensământului din 2001, majoritatea populației localității Ievhenivka era vorbitoare de ucraineană (98,3%), existând în minoritate și vorbitori de alte limbi.